# 点分十进制
点分十进制是一个表达数字数据的形式。其形式为用句点（.）分隔的多个十进制数。
点分十进制最常用于信息技术中用十进制记录以八位分组的数字，其中以表达IPv4地址最为常见，例如常见的回环地址的二进制表达为：
```
01111111 00000000 00000000 00000001
```

将其每8位分为一组，转换为十进制，分别得到127、0、0和1，再将这四个十进制数之间以句点连接，即为127.0.0.1。